# Winkelmaß (Sternbild)
Das Winkelmaß (lateinisch Norma) ist ein Sternbild des Südhimmels.

## Beschreibung

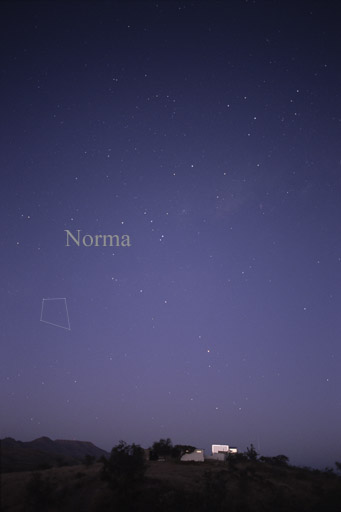
Das Sternbild Norma, wie es mit dem bloßen Auge gesehen werden kann

Das Winkelmaß ist ein relativ unscheinbares Sternbild südlich des markanten Skorpions. Keiner seiner Sterne ist heller als die 4. Größenklasse.
Durch das Winkelmaß zieht sich das Band der Milchstraße, daher enthält es eine Vielzahl von nebligen Objekten, wie offene Sternhaufen, Kugelsternhaufen und Gasnebel.
In Richtung des Winkelmaßes, fast verborgen durch unsere Milchstraße, befindet sich ein Galaxienhaufen. Der so genannte Norma-Galaxienhaufen (Abell 3627) ist eine riesige Ansammlung von Galaxien in einer Entfernung von etwa 200 Millionen Lichtjahren. In ihm liegt das Zentrum des so genannten Großen Attraktors, auf den sich „unser“ Galaxienhaufen (der Virgo-Haufen) zubewegt.
Das Winkelmaß liegt so weit südlich, dass es von Mitteleuropa aus nicht beobachtet werden kann.

## Geschichte
Das Sternbild wurde 1752 von dem französischen Astronomen Nicolas Louis de Lacaille unter dem Namen „Norma et Regula“ eingeführt. Es soll einen Winkelmesser und ein Lineal darstellen, die von Seefahrern zur Positionsbestimmung genutzt werden. Daher wird von manchen Autoren das Sternbild auch „Lineal“ genannt. Lacaille, der für die Bezeichnungen „seiner“ Sternbilder häufig technische Geräte verwandte, formte es aus Sternen, die zuvor zum Wolf und zum Altar gehörten.
Mit der Festlegung der Sternbildgrenzen durch die Internationale Astronomische Union (IAU) im Jahre 1930 wurden mehrere Sterne dem Skorpion zugeschlagen. Das Winkelmaß besitzt daher keine Sterne mit den Bezeichnungen α und β mehr. Die ehemals zum Sternbild zählenden Sterne α Normae und β Normae tragen heute die Bezeichnungen N und H Scorpii.

## Himmelsobjekte

### Sterne
| B  | F  | Name oder andere Bezeichnungen | Größe          | Entfernung in Lj | Spektralklasse |
| -- | -- | ------------------------------ | -------------- | ---------------- | -------------- |
| γ2 |    |                                | 4,01m          | 128              | G8 III         |
| ε  |    |                                | 4,46m          | 400              | B4 V           |
| ι  |    |                                | 4,63m          | 140              | A7 IV          |
| η  |    |                                | 4,65m          | 218              | G8 III         |
| δ  |    |                                | 4,73m          | 124              | Am             |
| μ  |    |                                | 4,87 bis 4,98m |                  | O9 Iab         |
| κ  |    |                                | 4,95m          | 438              | G4 III         |
| γ1 |    |                                | 4,97m          |                  | F9 Ia          |
| θ  |    |                                | 5,13m          | 295              | B8 V           |
|    |    | HR 6083                        | 5,32m          | 458              | B9 V           |
|    |    | QU                             | 5,35m          |                  | B1.5 Ia        |
|    |    | HR 5798                        | 5,43m          | 468              | A3 Vn          |
|    | 39 |                                | 6,03m          |                  |                |
|    |    | HR 6055                        | 6,45m          |                  | M2 IV          |

### Doppelsterne
| System | Größen          | Abstand   |
| ------ | --------------- | --------- |
| ε      | 4,54 /6,68m     | 22,8"     |
| ι      | 5,6 /5,8 / 8,8m | 0,5 / 11" |

γ1 und γ2 Normae erscheinen dem bloßen Auge als Doppelstern. Tatsächlich handelt es sich um Sterne, die nicht durch die Schwerkraft aneinander gebunden sind, sondern nur von der Erde aus gesehen in einer Richtung liegen.
γ2 ist ein gelb leuchtender Unterriese in 128 Lichtjahren Entfernung, γ1 ein 1437 Lichtjahre entfernter blauer Überriese.
ε Normae ist ein Doppelsternsystem in 400 Lichtjahren Entfernung. Die beiden sichtbaren, 4,54 und 6,68m hellen Komponenten können aufgrund ihres weiten Abstandes von 22,8 Bogensekunden bereits mit einem kleinen Teleskop beobachtet werden. Der lichtschwächere Stern besitzt wiederum einen Begleiter, dessen Abstand so gering ist, dass er nur spektroskopisch nachgewiesen werden kann.
ι Normae ist ein 140 Lichtjahre entfernter enger Doppelstern, deren Komponenten einander in 26,9 Jahren umkreisen. In einem Winkelabstand von 11 Bogensekunden wird im Teleskop ein dritter Stern sichtbar. Dieser ist jedoch nur 55 Lichtjahre entfernt und gehört physikalisch nicht zu dem System.

### Veränderliche Sterne
| Objekt | Größe          | Periode    | Typ            |
| ------ | -------------- | ---------- | -------------- |
| μ      | 4,87 bis 4,98m |            | AlphaCygni-Typ |
| R      | 6,5 bis 13,9m  | 507,5 Tage | Mira-Typ       |
| S      | 6,12 bis 6,77m | 9,754 Tage | Cepheid        |
| T      |                | 242,6 Tage | Mira-Typ       |

μ Normae ist ein extrem leuchtkräftiger blauer Überriese in 4660 Lichtjahren Entfernung. Seine Helligkeit variiert zwischen 4,87 und 4,98m. Es handelt sich um einen veränderlichen Stern vom Typ Alpha Cygni.
R und T Normae sind veränderliche Sterne vom Typ Mira, deren Helligkeit sich über längere Zeiträume stark ändert.
S Normae ist ein pulsationsveränderlicher Stern vom Typ der Cepheiden. Er liegt inmitten des offenen Sternhaufens NGC 6087.

### NGC-Objekte
| NGC  | sonstige | Größe | Typ                 | Name |
| ---- | -------- | ----- | ------------------- | ---- |
| 5925 |          | 8,4m  | Offener Sternhaufen |      |
| 5946 |          | 9,6m  | Kugelsternhaufen    |      |
| 5999 |          | 9,0m  | Offener Sternhaufen |      |
| 6031 |          | 8,8m  | Offener Sternhaufen |      |
| 6067 |          | 5,6m  | Offener Sternhaufen |      |
| 6087 |          | 5,4m  | Offener Sternhaufen |      |
| 6134 |          | 7,2m  | Offener Sternhaufen |      |
| 6152 |          | 8,1m  | Offener Sternhaufen |      |
| 6164 |          | 7,3m  | Gasnebel            |      |

NGC 6067 ist ein Offener Sternhaufen in 6000 Lichtjahren Entfernung. Er enthält etwa 100 Sterne der 10. Größenklasse. Man findet ihn etwa 1° nördlich des Sterns κ Normae.
Der 3500 Lichtjahre entfernte NGC 6087 ist der hellste Sternhaufen im Winkelmaß. Er ist bereits mit bloßem Auge als nebliges Fleckchen zu erkennen. Er enthält etwa 40 Sterne der 7. bis 11. Größenklasse. Der hellste Stern ist der Veränderliche S Normae.
Die Galaxien des Norma-Galaxienhaufens sind aufgrund ihrer Entfernung von 200 Millionen Lichtjahren sehr lichtschwach. Um sie zu beobachten, benötigt man ein größeres Teleskop.

### Andere Objekte
Karl Gordon Henize entdeckt 1967 den planetarischen Nebel Hen 2-161.

Mit dem High Energy Astronomy Observatory 2 Röntgenteleskop wurde 1E161348-5055, ein pulsierender Neutronenstern inmitten des Supernova-Überrests RCW 103 im Sternbild Winkelmaß entdeckt. Ob es sich um einen Doppelstern handelt, ist noch nicht geklärt.